# Dubovac (otok)
Dubovac je nenaseljeni otočić u hrvatskom dijelu Jadranskog mora.
Njegova površina iznosi 0,12 km². Dužina obalne crte iznosi 1,31 km.